# Adalbert Seitz
Adalbert Seitz (24. února 1860, Mainz, Německo – 5. března 1938, Darmstadt) byl německý přírodovědec, lékař cestovatel a entomolog (zejména lepidopterolog).

## Život
Adalbert Seitz se narodil v Mohuči. Již od dětských let se zajímal o hmyz, hlavně motýly.
V letech 1880 až 1885 studoval přírodní vědy a medicínu na univerzitě v Giessenu, habilitoval v roce 1887. Během svého života působil jako lékař, pak jako lodní lékař a v letech 1893-1908 jako ředitel zoologické zahrady ve Frankfurtu nad Mohanem.
Od roku 1919 až do své smrti byl prvním placeným kurátorem entomologické sekce v Senckenberg Naturmuseum ve Frankfurtu nad Mohanem.
Entomologické veřejnosti je znám jako vedoucí autor rozsáhlé kolektivní vícedílné práce: „Gross-Schmetterlinge der Erde“ (Velcí motýli světa).
Zemřel v roce 1938 v Darmstadtu.

## Bibliografie

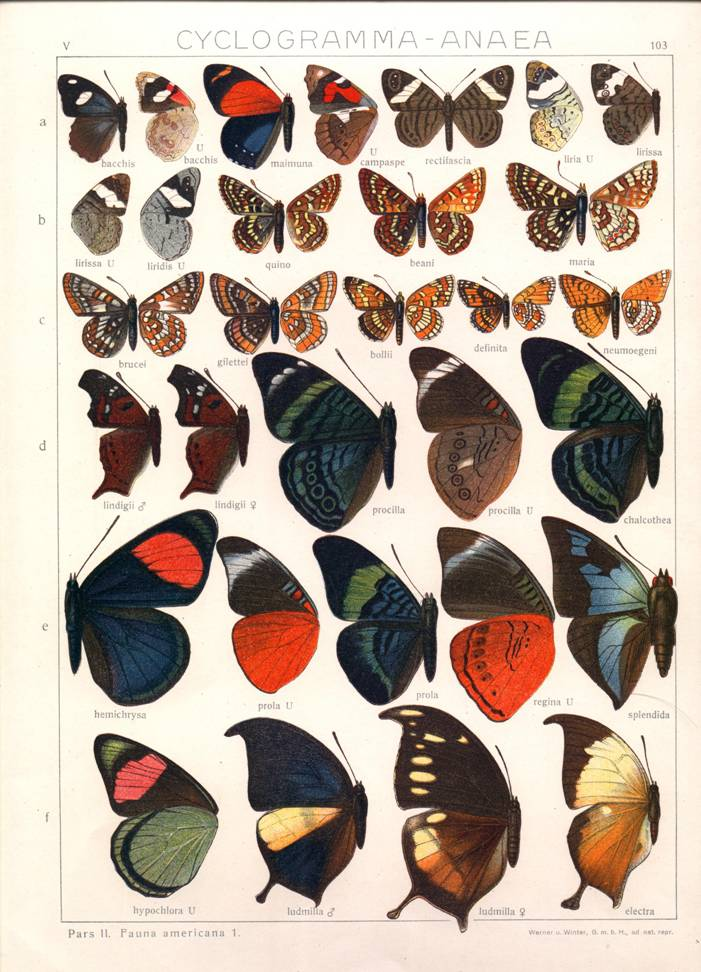
Stránka z The Macrolepidoptera of the World